# Geriş (Nazımiye)
Geriş  (kurd. Geriye, Gerise) ist ein  Dorf im Landkreis Nazımiye der türkischen Provinz Tunceli. Geriş liegt ca. 5  km nordwestlich der Kreisstadt Nazımiye.
Geriş ist Teil des zentralen Bucak  Nazımiye und hatte 1985 insgesamt 346 Einwohner. Im Jahre 2011 lebten dort  noch 75 Menschen.